# Ouderkerk aan den IJssel
Ouderkerk aan den IJssel è un villaggio del comune di Krimpenerwaard nella provincia dell'Olanda Meridionale nei Paesi Bassi.